# Carlos Vega
Carlos Vega Gallegos (Tampico, 28 gennaio 1939 – ...) è stato un cestista messicano.

## Carriera
Con il Messico ha disputato i Campionati mondiali del 1963 e i Giochi panamericani di San Paolo 1963.